# Le Double Jardin

Le Double Jardin est un ouvrage écrit en 1904 par Maurice Maeterlinck, lauréat belge du prix Nobel de littérature en 1911. Il réunit seize courts essais. L'œuvre est dédiée à Cyriel Buysse. Il est publié par la Bibliothèque Charpentier, Eugène Fasquelle, éditeur, qui le réédite à de nombreuses reprises.

## Les essais
- Sur la mort d'un petit chien
- Le Temple du hasard
- En automobile
- Éloge de l'épée
- La Colère des abeilles
- Le Suffrage universel. Citation extraite de la conclusion : « Il faudrait une étude spéciale pour examiner ce que le suffrage universel a ajouté à l’intelligence générale, à la conscience, à la dignité, à la solidarité civique des peuples qui l’ont pratiqué ; mais quand il n’aurait fait qu’une chose que créer, comme en Amérique et en France, le sentiment d’égalité réelle qu’on respire comme une atmosphère plus humaine et plus pure, et qui semble nouvelle et presque prodigieuse à ceux qui viennent d’ailleurs, ce serait déjà un bienfait qui ferait pardonner ses plus graves erreurs. »
- Le Drame moderne
- Les Sources du printemps
- La Mort et la couronne
- Vue de Rome
- Fleurs des champs
- Chrysanthème
- Fleurs démodées
- De la sincérité
- Portrait de femme. Citation (p. 249) : « En quel monde imaginaire trouve-t-on une vertu qui ne soit pas entée sur un défaut ? Une vertu n’est qu’un vice qui s'élève au lieu de s’abaisser ; et une qualité n’est qu’un défaut qui sait se rendre utile . »
- Les Rameaux d'olivier

## Critique
Gaston Rageot dans un important article Des Annales politiques et littéraires estime que c'est dans ce livre, dans La Sagesse et la Destinée et dans Le Trésor des humbles que Maeterlinck, dégage les lignes essentielles de cette émouvante morale. 
Le Double Jardin, 12 ans après la mort de son auteur, et 57 ans après sa première édition, reste apprécié ainsi qu'en témoigne Guy Doneux : « il y a, dans Le Double Jardin surtout, une série de courts essais qui sont de petits chefs-d'œuvre ».